# Didi & Lili - Geração Mangá
Didi & Lili - Geração Mangá foi uma revista em quadrinhos brasileira, no estilo mangá idealizada pelo quadrinista Franco de Rosa. Ela surgiu durante a onda dos "mangás jovens" após o sucesso de Turma da Mônica Jovem e Luluzinha Teen e sua Turma tendo como personagens principais o humorista Didi Mocó, que fora interpretado por Renato Aragão em Os Trapalhões, e sua filha Lili (Lívian Aragão), que também participou de filmes e programas do pai . Aragão já havia se inspirado nos mangás para fazer o filme O Guerreiro Didi e a Ninja Lili (2008). A revista teve 10 edições. As histórias tiveram histórias produzidas pelo próprio Franco de Rosa (roteiro), Debrah Demaris (roteiro), Wanderley Felipe (roteiros, desenhos, arte-final e aplicação de retículas), Sergio Morettini (desenhos), Ivan Rodrigues (desenhos), Arthur Garcia (desenhos) Alexandra Mattos (desenhos) e Sergio Morettini (desenhos), Daniel Rosa (letras).

## Enredo
A revista narra a vida de Lili, agora uma adolescente de 15 anos e seu pai super-protetor Didi. Lili é caracterizada como uma adolescente alegre e apaixonada que possui várias amigas, enquanto que Didi é um pai brincalhão que protege sua filha além de ainda considerá-la uma criança as vezes. As histórias abordam os mais variados temas desde as paixões de Lili até aventuras com fantasia e ficção. Embora tendo a presença do Didi, Lili atua mais como protagonista principal já que grande parte das histórias giram em torno dela.